# Magritte du cinéma
Les Magritte du cinéma sont des récompenses cinématographiques décernées chaque année depuis 2011 à Bruxelles pour distinguer les professionnels du secteur dans diverses catégories et saluer les meilleures productions belges francophones. Ils sont souvent cités comme étant l'équivalent belge des César en France ou des Oscars aux États-Unis,.
Le nom choisi pour ce prix est une référence au peintre belge René Magritte.

## Historique

### Fondation

Logo.

En 2010, deux associations fondent l'académie André-Delvaux. Il s'agit de l'Union des producteurs de films francophones représentée par Patrick Quinet, Marion Hänsel, Olivier Bronckart, Philippe Kauffmann, et de l'association des auteurs « Pro Spère » représentée par Luc Jabon, André Buytaers, Benoît Coppée et Alok Nandi. L'académie André-Delvaux eut, dès le départ, pour vocation de récompenser les réalisations et les travaux artistiques les plus remarquables du cinéma, afin d'avoir un équivalent belge aux César français ou aux Oscars américains. Depuis la suppression des prix Joseph-Plateau en 2007, il n'existait plus rien de tel pour remplir cette mission.
L'académie est composée de plus de 650 membres, issus de différentes professions cinématographiques et dont la très grande majorité provient de Belgique. L'académie accepte néanmoins l'affiliation des professionnels du cinéma du monde entier. Son conseil d'administration est composé de Luc Jabon (président de Pro Spère), Patrick Quinet (président de l'Union des producteurs de films francophones), Frédéric Delcor (secrétaire général du ministère de la Communauté française de Belgique, et président du Centre du cinéma et de l'audiovisuel), Philippe Reynaert (directeur de Wallimage)[réf. nécessaire], Philippe Logie (directeur des acquisitions chez BeTV), Nicole Gillet (directrice du Festival international du film francophone de Namur), le réalisateur Jaco Van Dormael et de Dan Cukier, nommé secrétaire général.

### Premières éditions sur BeTV
Le 5 février 2011 a lieu la 1re cérémonie des Magritte au Square de Bruxelles, sous la présidence de Jaco Van Dormael. Le nom de la récompense vient du peintre surréaliste belge René Magritte. Charly Herscovici, qui a créé la fondation Magritte, a permis à l'Académie d'utiliser le nom.
Les Magritte du cinéma remplacent les Prix Joseph Plateau décernées de 1985 à 2006. À l'origine, vingt Magritte étaient distribués ; aujourd'hui il y en a vingt-deux. En 2012, le prix de la « meilleure coproduction » est scindé en deux : « meilleur film flamand en coproduction » et « meilleur film étranger en coproduction ». Tous les Belges, flamands et francophones, ayant tourné dans des films produits par des producteurs francophones sont éligibles pour les différents prix. Le Conseil d'administration de l'Académie André Delvaux attribue un Magritte d'honneur à une personnalité du cinéma belge ou international. Un prix du public est également décerné, à la suite d'un vote organisé auprès du public. En 2013, le prix du public jusqu'alors remis à une personnalité populaire, devient le Magritte du Premier film. L'Académie André Delvaux, organisatrice des Magritte du Cinéma, a souhaité mettre en valeur la diversité et le dynamisme de la production cinématographique belge francophone, en donnant un coup de projecteur particulier sur ces premiers films. Enfin, en 2016, le Magritte du meilleur court métrage est scindé en deux: meilleur court métrage de fiction, et meilleur court métrage d'animation.

### Reprise de la cérémonie par la RTBF
Depuis la huitième édition, en 2018, la production et la diffusion de la cérémonie sont assurées par la RTBF. Auparavant, la chaîne cryptée Be TV produisait et diffusait – en clair – les Magritte, tandis que La Trois en diffusait un résumé. Lors de la présentation de ses programmes de la rentrée, la RTBF annonce que la cérémonie sera diffusée sur La Deux. La cérémonie regroupe 169 363 téléspectateurs en 2019, puis 140 112 l'année suivante,,. À partir de 2020, les films éligibles aux Magritte bénéficieront d'un jingle d'introduction, lors de leur projection en salle.
En octobre 2020, l'Académie André Delvaux annonce l'annulation de l'édition 2021 de la cérémonie, en raison de la pandémie de Covid-19, faute de son soutien des partenaires privés, qui représentent 30 % du budget des Magritte. Les films belges sortis en 2020 concourront donc lors de l'édition 2022, aux côtés des films sortis en 2021. Par ailleurs, l'Académie annonce initialement qu'elle organisera, en janvier et février 2021, un festival intitulé J'peux pas, j'ai Magritte, permettant aux spectateurs de Wallonie et de Bruxelles de regarder en salle tous les films belges de 2020, pour la somme d'1 €. Cependant, en raison d'une nouvelle fermeture des salles de cinéma fin octobre et toujours en cours début 2021, l'Académie renonce à organiser J'peux pas, j'ai Magritte. À la place, elle s'associe à la RTBF afin de proposer une programmation spécifique en télévision et sur Auvio, durant la semaine du 31 janvier au 7 février. Pour l'occasion, une fiction en quatre épisodes, ayant pour thème une fausse cérémonie, sera diffusée et sera interprétée par des comédiens primés aux Magritte les années précédentes.

### Passage au streaming
En 2022, la cérémonie est désormais diffusée sur La Trois, et rassemble seulement 26 880 téléspectateurs,. L'année suivante, la retransmission est maintenue sur La Trois en télévision, mais se décline aussi en radio sur La Première et sur internet sur Auvio. Désormais organisée au Théâtre National Wallonie-Bruxelles, la cérémonie est scindée : seule la remise des prix "grands publics" est diffusée à la télévision, tandis que la remise des prix plus techniques est uniquement diffusée sur Auvio. 43 817 téléspectateurs ont regardé la cérémonie en 2023.
En 2024, l'audience télévisée tombe à 19 480 téléspectateurs. Et l'année suivante, la cérémonie, désormais organisée à Flagey et uniquement diffusée sur Auvio, ne réunit que 15 220 téléspectateurs,. Selon La Libre Belgique et La DH Les Sports+, la fête du cinéma belge n'intéresse à peu près plus personne en dehors des professionnels du secteur,. L'édition s'est fait remarquer par ses prises de position politiques, en particulier en ce qui concerne la responsabilité de la Belgique dans la crise en République Démocratique du Congo et le conflit israélo-palestinien. De plus, la maîtresse de cérémonie Charline Vanhoenacker et l'acteur Arieh Worthalter se sont adressés au président du MR, Georges-Louis Bouchez, le critiquant pour ses déclarations dans lesquelles il remettait en question les financements publics dans le domaine culturel. À la suite de ces polémiques, Charly Herscovici, héritier des droits intellectuels de l'œuvre de Magritte, dénonce une instrumentalisation politique de l'événement, tandis que la Fondation Magritte envisagerait de ne plus associer le nom du célèbre peintre à cette manifestation. Patrick Quinet, le président de l'Académie Delvaux, a annoncé sa démission juste avant la cérémonie, pour laisser place à une nouvelle génération.

## Financement
Selon Patrick Quinet, la cérémonie coûte un peu moins de 800 000 € en 2025, mais a coûté certaines années 1,2 million d’euros. Les années précédentes, la Région wallonne et la Région bruxelloise intervenaient chacune à hauteur de 30 000 €, avec également une participation financière de l'autorité fédérale. Jusqu'en 2025, la cérémonie des Magritte bénéficiait, grâce à une convention liant l'Académie Delvaux au Centre du Cinéma et de l'Audiovisuel (CCA), de 130 000 € de la part de ce dernier.

## Trophée

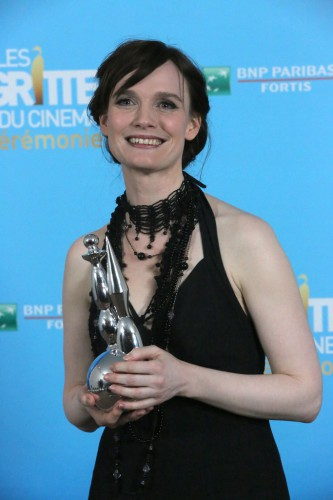
Anne-Pascale Clairembourg, la maîtresse de cérémonie en 2017, avec le trophée

Le trophée des Magritte s'inspire d'une affiche réalisée en 1958 par le peintre surréaliste pour un festival de cinéma. Intitulée « moments inoubliables du cinéma », elle représente un personnage au long nez et au chapeau pointu, tournant le dos à une grande pièce de bois sculpté, tandis qu'un écran blanc apparaît au second plan. Afin de créer le trophée, un appel à projets a été lancé en 2010, et le designer belge Xavier Lust a été retenu. Xavier Lust s'est approprié l'affiche en en stylisant les éléments et en leur donnant du volume. Une base sphérique a été ajoutée à l'ensemble. Le trophée est réalisé grâce à une imprimante 3D, et est composé de résine époxy transparente. Un chromage sur les surfaces lui donne un aspect argenté.
Chaque année, 22 exemplaires signés et numérotés sont fabriqués, et remis aux gagnants lors de la cérémonie. En 2020, à l'occasion de la dixième cérémonie, un trophée d'honneur avec une finition dorée a été créé. Il a été décerné à Monica Bellucci.
Deux versions du trophée ont été décernées :
- Dans la première version, le trophée est orné d'un cadre, symbolisant l'écran de cinéma présent sur l'affiche de Magritte de 1958, dans lequel sont inscrits les mots "moments inoubliables du cinéma"[28].
- Dans la seconde version, le cadre a été supprimé. L'inscription "moments inoubliables du cinéma" est désormais gravée sur le socle sphérique[29].

## Processus de vote
La procédure de vote des Magritte du Cinéma est différente de celle qui est en vigueur aux César (à savoir que les votants se déterminent sur deux tours de scrutin par correspondance : le premier pour élaborer les nominations, déterminées selon le nombre majoritaire de noms proposés dans chaque catégorie (trois au minimum), le second pour élire les gagnants). Les votants des Magritte du Cinéma sont au nombre actuel d'environ 780.
Le vote se déroule sur internet (sur le site internet des Magritte du Cinéma) et en 2 tours (le premier désigne les nominations, le second les lauréats). Les listes à partir desquelles les membres de l'Académie André Delvaux votent sont constituées par le conseil d'administration de l'Académie. Elles regroupent l'ensemble des personnes belges (ou résident belge depuis 5 ans) qui ont une participation dans l'un des films en course. Les films en compétition sont ceux qui ont fait une sortie en salle d'au moins une semaine entre le 15 octobre de l'année précédente et le 15 octobre de l'année en cours.
Ces films sont rassemblés dans un coffret de DVD qui est envoyé aux membres de l'Académie. Depuis 2020, les films sont disponibles sur une plateforme privée de streaming.

## Catégories de récompenses
En gras sont indiquées les catégories actuellement décernées.
- Meilleur film – depuis 2011
- Meilleure réalisation – depuis 2011
- Meilleur film flamand[32] – depuis 2012
- Meilleur film étranger en coproduction – depuis 2012
  -  Meilleure coproduction – en 2011
- Meilleur acteur – depuis 2011
- Meilleure actrice – depuis 2011
- Meilleur acteur dans un second rôle – depuis 2011
- Meilleure actrice dans un second rôle – depuis 2011
- Meilleur espoir masculin – depuis 2011
- Meilleur espoir féminin – depuis 2011
- Meilleur scénario original ou adaptation – depuis 2011
- Meilleurs décors – depuis 2011
- Meilleurs costumes – depuis 2011
- Meilleure image – depuis 2011
- Meilleur montage – depuis 2011
- Meilleur son – depuis 2011
- Meilleure musique originale – depuis 2011
- Meilleur court métrage de fiction – depuis 2016
- Meilleur court métrage d'animation – depuis 2016
  -  Meilleur court métrage – de 2011 à 2015
- Meilleur long métrage documentaire – depuis 2011
- Meilleur court métrage documentaire – depuis 2022

Récompenses spéciales
- Magritte d'honneur – depuis 2011
- Magritte du premier film - depuis 2013
  - Prix du public – de 2011 à 2012

## Cérémonies
| Édition                    | Date             | Lieu                                            | Diffuseur       | Président(s)                     | Maître(s) de cérémonie                                                         | Meilleur film              |
| -------------------------- | ---------------- | ----------------------------------------------- | --------------- | -------------------------------- | ------------------------------------------------------------------------------ | -------------------------- |
| 1re cérémonie des Magritte | 5 février 2011   | Square (Bruxelles)                              | Be 1 (BeTV)     | Jaco Van Dormael                 | Helena Noguerra                                                                | Mr. Nobody                 |
| 2e cérémonie des Magritte  | 4 février 2012   | Square (Bruxelles)                              | Be 1 (BeTV)     | Bertrand Tavernier               | Helena Noguerra                                                                | Les Géants                 |
| 3e cérémonie des Magritte  | 2 février 2013   | Square (Bruxelles)                              | Be 1 (BeTV)     | Yolande Moreau                   | Fabrizio Rongione                                                              | À perdre la raison         |
| 4e cérémonie des Magritte  | 1er février 2014 | Square (Bruxelles)                              | Be 1 (BeTV)     | Émilie Dequenne                  | Fabrizio Rongione                                                              | Ernest et Célestine        |
| 5e cérémonie des Magritte  | 7 février 2015   | Square (Bruxelles)                              | Be 1 (BeTV)     | François Damiens                 | Charlie Dupont                                                                 | Deux jours, une nuit       |
| 6e cérémonie des Magritte  | 6 février 2016   | Square (Bruxelles)                              | Be 1 (BeTV)     | Marie Gillain                    | Charlie Dupont                                                                 | Le Tout Nouveau Testament  |
| 7e cérémonie des Magritte  | 4 février 2017   | Square (Bruxelles)                              | Be 1 (BeTV)     | Virginie Efira                   | Anne-Pascale Clairembourg                                                      | Les Premiers, les Derniers |
| 8e cérémonie des Magritte  | 3 février 2018   | Square (Bruxelles)                              | La Deux (RTBF)  | Natacha Régnier                  | Fabrizio Rongione                                                              | Insyriated                 |
| 9e cérémonie des Magritte  | 2 février 2019   | Square (Bruxelles)                              | La Deux (RTBF)  | Stéphane Aubier et Vincent Patar | Alex Vizorek                                                                   | Nos batailles              |
| 10e cérémonie des Magritte | 1er février 2020 | Square (Bruxelles)                              | La Deux (RTBF)  | Pascal Duquenne                  | Kody                                                                           | Duelles                    |
| 11e cérémonie des Magritte | 12 février 2022  | Square (Bruxelles)                              | La Trois (RTBF) | Thierry Michel                   | Laurence Bibot, Ingrid Heiderscheidt, Achille Ridolfi, Dena et Bwanga Pilipili | Une vie démente            |
| 12e cérémonie des Magritte | 4 mars 2023      | Théâtre national Wallonie-Bruxelles (Bruxelles) | La Trois (RTBF) | Lubna Azabal                     | Patrick Ridremont                                                              | Nobody Has to Know         |
| 13e cérémonie des Magritte | 9 mars 2024      | Théâtre national Wallonie-Bruxelles (Bruxelles) | La Trois (RTBF) | Bouli Lanners                    | Patrick Ridremont                                                              | Dalva                      |
| 14e cérémonie des Magritte | 22 février 2025  | Flagey (Ixelles)                                | Auvio (RTBF)    | Déborah François                 | Charline Vanhoenacker                                                          | La nuit se traîne          |

## Récompenses et nominations multiples

### Films

#### Les films les plus primés
Liste des films les plus primés depuis la première cérémonie des Magritte en 2011 :
- 10 Magritte : 
  - La nuit se traîne (en 2025) :  meilleur film, meilleur premier film, meilleure réalisation (Michiel Blanchart), meilleur acteur dans un second rôle (Jonas Bloquet), meilleur scénario original ou adaptation (Michiel Blanchart), meilleure image (Sylvestre Vannoorenberghe), meilleur son (David Vranken, David Gillain, Joey Van Impe, Thibaud Rie, Fabrice Grizard, Antoine Wattier et Vincent Gregorio), meilleurs décors (Catherine Cosme), meilleurs costumes (Isabel Van Renterghem) et meilleur montage (Matthieu Jamet-Louis). Le film totalisait 11 nominations.

- 9 Magritte : 
  - Duelles (en 2020) : meilleur film, meilleure réalisation (Olivier Masset-Depasse), meilleure actrice (Veerle Baetens), meilleur acteur dans un second rôle (Arieh Worthalter), meilleur scénario original ou adaptation (Olivier Masset-Depasse et Giordano Gederlini), meilleure image (Hichame Alaouie), meilleur son (Marc Bastien, Thomas Gauder, Héléna Réveillère et Olivier Struye), meilleure musique originale (Frédéric Vercheval), meilleur montage (Damien Keyeux)[34]. Le film totalisait 10 nominations.

- 7 Magritte : 
  - Un monde (en 2022) : meilleur premier film, meilleur réalisatrice (Laura Wandel), meilleure actrice dans un second rôle (Laura Verlinden), meilleur espoir féminin (Maya Vanderbeque), meilleur espoir masculin (Günter Duret), meilleur son (Mathieu Cox, Corinne Dubien, Thomas Grimm-Landsberg, David Vranken), meilleur montage (Nicolas Rumpl). Le film totalisait 10 nominations.
  - Une vie démente (en 2022) : meilleur film, meilleur scénario original ou adaptation (Ann Sirot et Raphaël Balboni), meilleure actrice (Jo Deseure), meilleur acteur (Jean Le Peltier), meilleur acteur dans un second rôle (Gilles Remiche), meilleurs décors (Lisa Etienne), meilleurs costumes (Frédérick Denis). Le film totalisait 12 nominations.
  - Close (en 2023) : meilleur film flamand, meilleur scénario original ou adaptation (Lukas Dhont), meilleure actrice dans un second rôle (Émilie Dequenne), meilleur acteur dans un second rôle (Igor Van Dessel), meilleur espoir masculin (Eden Dambrine), meilleure image (Frank van den Eeden), meilleurs décors (Eve Martin). Le film totalisait 10 nominations

- 6 Magritte : 
  - Mr. Nobody (en 2011) : meilleur film, meilleur réalisateur (Jaco Van Dormael), meilleur scénario original ou adaptation (Jaco Van Dormael), meilleure image (Christophe Beaucarne), meilleur montage (Matyas Veress), meilleure musique originale (Pierre Van Dormael). Le film totalisait 7 nominations[35].
  - Une famille syrienne (en 2018) : meilleur film, meilleur réalisateur (Philippe Van Leeuw), meilleur scénario original ou adaptation (Philippe Van Leeuw), meilleure image (Virginie Surdej), meilleur son (Paul Heymans et Alex Gosse), meilleure musique originale (Jean-Luc Fafchamps). Le film totalisait 6 nominations.

- 5 Magritte :
  - Les Géants (en 2012) : meilleur film, meilleur réalisateur (Bouli Lanners), meilleure actrice dans un second rôle (Gwen Berrou), meilleure image (Jean-Paul De Zaeytijd), meilleure musique originale (Bram Van Parys). Le film totalisait 12 nominations[36].
  - Les Premiers, les Derniers (en 2017) : meilleur film, meilleur réalisateur (Bouli Lanners), meilleur acteur dans un second rôle (David Murgia), meilleurs décors (Paul Rouschop), meilleurs costumes (Élise Ancion). Le film totalisait 8 nominations.
  - Nos batailles (en 2019) : meilleur film, meilleur réalisateur (Guillaume Senez), meilleure actrice dans un second rôle (Lucie Debay), meilleur espoir féminin (Lena Girard Voss), meilleur montage (Julie Brenta). Le film totalisait 6 nominations.

- 4 Magritte :
  - Tête de bœuf (en 2012) : meilleur film flamand en coproduction, meilleur acteur (Matthias Schoenaerts), meilleur scénario original ou adaptation (Michaël R. Roskam), meilleur montage (Alain Dessauvage). Le film totalisait 9 nominations[36].
  - À perdre la raison (en 2013) : meilleur film, meilleur réalisateur (Joachim Lafosse), meilleure actrice (Émilie Dequenne), meilleur montage (Sophie Vercruysse). Le film totalisait 7 nominations[37].
  - Alleluia (en 2016) : meilleure image (Manu Dacosse), meilleur son (Emmanuel de Boissieu, Frédéric Meert et Ludovic Van Pachterbeke), meilleurs décors (Emmanuel de Meulemeester) et meilleur montage (Anne-Laure Guégan). Le film totalisait 8 nominations.
  - Le Tout Nouveau Testament (en 2016) : meilleur film, meilleur réalisateur (Jaco Van Dormael), meilleur scénario original ou adaptation (Thomas Gunzig et Jaco Van Dormael) et meilleure musique originale (An Pierlé). Le film totalisait 10 nominations.
  - Girl (en 2019) : meilleur film flamand, meilleur acteur (Victor Polster), meilleur scénario original ou adaptation (Lukas Dhont et Angelo Tijssens) et meilleur acteur dans un second rôle (Arieh Worthalter). Le film totalisait 9 nominations.

#### Les films les plus nommés
Les récompenses obtenues sont affichées.
- 12 nominations :
  - Les Géants (en 2012) : 5 Magritte - meilleur film, meilleur réalisateur (Bouli Lanners), meilleure actrice dans un second rôle (Gwen Berrou), meilleure image (Jean-Paul De Zaeytijd), meilleure musique originale (Bram Van Parys)
  - Une vie démente (en 2022) : 7 Magritte - meilleur film, meilleur scénario original ou adaptation (Ann Sirot et Raphaël Balboni), meilleure actrice (Jo Deseure), meilleur acteur (Jean Le Peltier), meilleur acteur dans un second rôle (Gilles Remiche), meilleurs décors (Lisa Etienne), meilleurs costumes (Frédérick Denis)
- 11 nominations : 
  - La nuit se traîne (en 2025) :  10 Magritte - meilleur film, meilleur premier film, meilleure réalisation (Michiel Blanchart), meilleur acteur dans un second rôle (Jonas Bloquet), meilleuir scénario original ou adaptation (Michiel Blanchart), meilleure image (Sylvestre Vannoorenberghe), meilleur son (David Vranken, David Gillain, Joey Van Impe, Thibaud Rie, Fabrice Grizard, Antoine Wattier et Vincent Gregorio), meilleurs décors (Catherine Cosme), meilleurs costumes (Isabel Van Renterghem) et meilleur montage (Matthieu Jamet-Louis).

- 10 nominations :
  - Le Tout Nouveau Testament (en 2016) : 4 Magritte - meilleur film, meilleur réalisateur (Jaco Van Dormael), meilleur scénario original ou adaptation (Thomas Gunzig et Jaco Van Dormael), meilleure musique originale (An Pierlé)
  - Duelles (en 2020) : 9 Magritte - meilleur film, meilleure réalisation (Olivier Masset-Depasse), meilleure actrice (Veerle Baetens), meilleur acteur dans un second rôle (Arieh Worthalter), meilleur scénario original ou adaptation (Olivier Masset-Depasse et Giordano Gederlini), meilleure image (Hichame Alaouie), meilleur son (Marc Bastien, Thomas Gauder, Héléna Réveillère et Olivier Struye), meilleure musique originale (Frédéric Vercheval), meilleur montage (Damien Keyeux)
  - Un monde (en 2022) : 7 Magritte - meilleur premier film, meilleur réalisatrice (Laura Wandel), meilleure actrice dans un second rôle (Laura Verlinden), meilleur espoir féminin (Maya Vanderbeque), meilleur espoir masculin (Günter Duret), meilleur son (Mathieu Cox, Corinne Dubien, Thomas Grimm-Landsberg, David Vranken), meilleur montage (Nicolas Rumpl)
  - Close (en 2023) : 7 Magritte - meilleur film flamand, meilleur scénario original ou adaptation (Lukas Dhont), meilleure actrice dans un second rôle (Émilie Dequenne), meilleur acteur dans un second rôle (Igor Van Dessel), meilleur espoir masculin (Eden Dambrine), meilleure image (Frank van den Eeden), meilleurs décors (Eve Martin). Le film totalisait 10 nominations

- 9 nominations :
  - Tête de bœuf (en 2012) : 4 Magritte - meilleur film flamand en coproduction, meilleur scénario original ou adaptation (Michaël R. Roskam), meilleur acteur (Matthias Schoenaerts), meilleur montage (Alain Dessauvage)
  - Tango libre (en 2014) : 2 Magritte - meilleur scénario original ou adaptation (Philippe Blasband et Anne Paulicevich), meilleurs décors (Véronique Sacrez)
  - Tous les chats sont gris (en 2016) : 2 Magritte - meilleure actrice dans un second rôle (Anne Coesens), premier film (Savina Dellicour)
  - Girl (en 2019) : 4 Magritte - meilleur film flamand, meilleur acteur (Victor Polster), meilleur scénario original ou adaptation (Lukas Dhont et Angelo Tijssens) et meilleur acteur dans un second rôle (Arieh Worthalter)
  - Tueurs (en 2019) :  1 Magritte - meilleure actrice (Lubna Azabal)
  - Le Jeune Ahmed (en 2020) :  2 Magritte - meilleure actrice dans un second rôle (Myriem Akheddiou), meilleur espoir masculin (Idir Ben Addi)
  - Rien à foutre (en 2023) :  3 Magritte - meilleur premier film, meilleurs costumes (Prunelle Rulens), meilleur montage (Nicolas Rumpl)

- 8 nominations :
  - Illégal (en 2011) : 2 Magritte - meilleure actrice (Anne Coesens), meilleure actrice dans un second rôle (Christelle Cornil)
  - Le Gamin au vélo (en 2012) : 1 Magritte - meilleur espoir masculin (Thomas Doret)
  - Dead Man Talking (en 2013) : 1 Magritte - premier film (Patrick Ridremont)
  - Deux jours, une nuit (en 2015) : 3 Magritte - meilleur film, meilleurs réalisateurs (Jean-Pierre Dardenne et Luc Dardenne), meilleur acteur (Fabrizio Rongione)
  - Pas son genre (en 2015) : 3 Magritte - meilleur scénario original ou adaptation (Lucas Belvaux), meilleure actrice (Émilie Dequenne), meilleur son (Henri Morelle et Luc Thomas)
  - Alleluia (en 2016) : 4 Magritte - meilleure image (Manu Dacosse), meilleur son (Emmanuel de Boissieu, Frédéric Meert et Ludovic Van Pachterbeke), meilleurs décors (Emmanuel de Meulemeester), meilleur montage (Anne-Laure Guégan)
  - Les Premiers, les Derniers (en 2017) : 5 Magritte - meilleur film, meilleur réalisateur (Bouli Lanners), meilleur acteur dans un second rôle (David Murgia), meilleurs décors (Paul Rouschop), meilleurs costumes (Élise Ancion)
  - Keeper (en 2017) : 3 Magritte - meilleure actrice dans un second rôle (Catherine Salée ), meilleur montage (Julie Brenta), premier film (Guillaume Senez)
  - Noces (en 2018) : 2 Magritte - meilleure actrice dans un second rôle (Aurora Marion), meilleurs costumes (Sophie Van Den Keybus)
  - Laissez bronzer les cadavres (en 2019) : 3 Magritte - meilleure image (Manu Dacosse), meilleur son (Yves Bemelmans, Dan Bruylandt, Olivier Thys et Benoît Biral) et meilleurs décors (Alina Santos)

- 7 nominations :
  - Mr. Nobody (en 2011) : 6 Magritte - meilleur film, meilleur réalisateur (Jaco Van Dormael), meilleur scénario original ou adaptation (Jaco Van Dormael), meilleure image (Christophe Beaucarne), meilleure musique originale (Pierre Van Dormael), meilleur montage (Matyas Veress)
  - Élève libre (en 2011) : 2 Magritte - meilleur acteur (Jonathan Zaccaï), meilleur espoir féminin (Pauline Étienne)
  - 38 témoins (en 2013) : 1 Magritte - meilleur scénario original ou adaptation (Lucas Belvaux)
  - À perdre la raison (en 2013) : 4 Magritte - meilleur film, meilleur réalisateur (À perdre la raison), meilleure actrice (Émilie Dequenne), meilleur montage (Sophie Vercruysse)
  - Mobile Home (en 2013) : 2 Magritte - meilleur espoir féminin (Anne-Pascale Clairembourg), meilleure musique originale (François Petit, Michaël de Zanet, Coyote et Renaud Mayeur)
  - Je suis mort mais j'ai des amis (en 2016) : 1 Magritte - meilleur acteur (Wim Willaert)
  - Je me tue à le dire (en 2017) : 2 Magritte - meilleur scénario original ou adaptation (Xavier Seron), meilleur acteur (Jean-Jacques Rausin)
  - Parasol (en 2017) : 2 Magritte - meilleure image (Olivier Boonjing), meilleure musique originale (Cyrille de Haes et Manuel Roland)
  - Chez nous (en 2018) : 1 Magritte - meilleure actrice (Émilie Dequenne)
  - Une part d'ombre (en 2019) : 0 Magritte
  - Lola vers la mer (en 2020) : 2 Magritte - meilleur espoir féminin (Mya Bollaers), meilleurs décors (Catherine Cosme)
  - Nobody Has to Know (en 2023) : 2 Magritte - meilleur film, meilleure réalisation (Bouli Lanners)

### Acteurs et actrices
La personnalité cumulant le plus grand nombre de victoires aux Magritte (hommes et femmes réunis) est Émilie Dequenne (3 Magritte de la meilleure actrice et 1 Magritte de la meilleure actrice dans un second rôle, sur 5 nominations). La célébrité ayant reçu le plus grand nombre de nominations aux Magritte, avec 11 nominations, est Bouli Lanners. Il est par ailleurs l'acteur masculin le plus récompensé, avec 3 Magritte (2 Magritte du meilleur acteur et 1 du meilleur acteur dans un second rôle). Chez les femmes, Yolande Moreau totalise 9 nominations (1 Magritte de la meilleure actrice dans un second rôle). Enfin, avec 8 nominations, l'acteur François Damiens est la personnalité la plus souvent nommée sans remporter de Magritte.
Liste des acteurs et des actrices les plus récompensés et les plus nommés aux Magritte (premier, second rôles, espoirs et Magritte honorifiques confondus) :
- Hommes :
  - Bouli Lanners : 11 nominations et 3 Magritte : 2 du meilleur acteur (C'est ça l'amour et La Nuit du 12) et 1 du meilleur second rôle (De rouille et d'os)
  - Benoît Poelvoorde : 9 nominations et 2 Magritte : 1 du meilleur acteur (Une place sur la terre) et 1 Prix du public
  - Jérémie Renier : 8 nominations et 2 Magritte du meilleur second rôle (Potiche et Saint Laurent)
  - David Murgia : 7 nominations et 2 Magritte : 1 du meilleur second rôle (Les Premiers, les Derniers) et 1 du meilleur espoir masculin (La tête la première)
  - Laurent Capelluto : 6 nominations et 2 Magritte du meilleur second rôle (Le temps de l'aventure et L'Enquête)
  - Arieh Worthalter : 4 nominations et 2 Magritte du meilleur second rôle (Girl et Duelles)

- Femmes :
  - Émilie Dequenne : 5 nominations et 4 Magritte : 3 de la meilleure actrice (À perdre la raison, Pas son genre et Chez nous) et 1 de la meilleure actrice dans un second rôle (Close)
  - Lubna Azabal : 7 nominations et 3 Magritte : 2 de la meilleure actrice (Incendies et Tueurs) et 1 de la meilleure actrice dans un second rôle (La Marche)
  - Virginie Efira : 5 nominations et 3 Magritte : 2 de la meilleure actrice (Victoria et Revoir Paris) et 1 Prix du public
  - Anne Coesens : 6 nominations et 2 Magritte : 1 de la meilleure actrice (Illégal) et 1 de la meilleure actrice dans un second rôle (Tous les chats sont gris)
  - Lucie Debay : 6 nominations et 2 Magritte : 1 de la meilleure actrice dans un second rôle (Nos batailles), et 1 du meilleur espoir féminin (Melody)
  - Catherine Salée : 4 nominations et 2 Magritte de la meilleure actrice dans un second rôle (La Vie d'Adèle et Keeper)
  - Pauline Étienne : 3 nominations et 2 Magritte : 1 de la meilleure actrice (La Religieuse) et 1 du meilleur espoir féminin (Élève libre)
  - Veerle Baetens : 3 nominations et 2 Magritte de la meilleure actrice (Un début prometteur et Duelles)

### Scénaristes
- Auteurs, scénaristes et dialoguistes les plus récompensés aux Magritte :
  - Lucas Belvaux : 3 nominations et 2 Magritte (38 témoins, Pas son genre)
  - Jaco Van Dormael : 2 nominations et 2 Magritte (Mr. Nobody et Le Tout Nouveau Testament)

### Techniciens
Chefs techniciens les plus récompensés aux Magritte :
- Directeurs de la photographie :
  - Manu Dacosse : 7 nominations et 3 Magritte (L'Étrange Couleur des larmes de ton corps, Alleluia, Laissez bronzer les cadavres)
  - Hichame Alaouié : 3 nominations et 3 Magritte (L'Hiver dernier, Les Chevaux de Dieu, Duelles)
- Chefs décorateurs :
  - Véronique Sacrez : 4 nominations et 2 Magritte (Quartier lointain, Tango libre)
  - Alina Santos : 2 nominations et 2 Magritte (Dead Man Talking, Laissez bronzer les cadavres)
- Créateurs de costume :
  - Catherine Marchand : 3 nominations et 2 Magritte (Vijay and I, Marina)
- Chefs monteurs :
  - Damien Keyeux : 4 nominations et 2 Magritte (La Marche, Duelles)
  - Julie Brenta : 2 nominations et 2 Magritte (Keeper, Nos batailles)
- Son :
  - Emmanuel de Boissieu : 6 nominations et 3 Magritte (La Fée, Ernest et Célestine et Alleluia)
  - Franco Piscopo : 4 nominations et 2 Magritte (Ernest et Célestine, Panique au village)
  - Benoît Biral : 4 nominations et 2 Magritte (Panique au village, Laissez bronzer les cadavres)
  - Luc Thomas : 4 nominations et 2 Magritte (Ernest et Célestine, Pas son genre)
  - Frédéric Meert : 3 nominations et 2 Magritte (La Fée, Alleluia)
  - Mathieu Cox : 3 nominations et 2 Magritte (Un monde, Animals)
  - David Vranken : 2 nominations et 2 Magritte (Un monde, Animals)

### Personnalités nommées dans de multiples catégories
Logiquement un acteur ne peut être nommé dans plus de trois catégories (espoir, second rôle et premier rôle) et un réalisateur jusqu'à cinq (meilleur film, réalisateur, scénario, court-métrage de fiction, court métrage d'animation). En passant devant ou derrière la caméra, certains ont multiplié les nominations.
- Xavier Seron : 8 nominations dans 6 catégories (3 Magritte). Meilleur film (Je me tue à le dire), meilleur réalisateur (Je me tue à le dire), meilleur scénario original ou adaptation (Je me tue à le dire), meilleur court métrage de fiction (L'Ours noir, Le Plombier, Sprötch), meilleur court-métrage (Mauvaise lune) et premier film (Je me tue à le dire)
- Ann Sirot et Raphaël Balboni : 7 nominations dans 6 catégories (4 Magritte). Meilleur film (Une vie démente), meilleure réalisation (Une vie démente), meilleur scénario original ou adaptation (Une vie démente), meilleur premier film (Une vie démente), meilleur court métrage de fiction (Avec Thelma) et meilleur court métrage (La version du loup, Fable domestique)
- Bouli Lanners : 14 nominations dans 5 catégories (6 Magritte). Meilleur film (Les Géants, Les Premiers, les Derniers), meilleur réalisateur (Les Géants, Les Premiers, les Derniers), meilleur scénario original ou adaptation (Les Géants, Les Premiers, les Derniers), meilleur acteur (Lulu, femme nue, Tous les chats sont gris, Les Premiers, les Derniers, C'est ça l'Amour) et meilleur acteur dans un second rôle (Kill Me Please, De rouille et d'os, 11.6, De Patrick)
- Yolande Moreau : 10 nominations dans 5 catégories (1 Magritte). Meilleur film (Henri), meilleure réalisatrice (Henri), meilleur scénario original ou adaptation (Henri), meilleure actrice (Mammuth, Où va la nuit, Voyage en Chine) et meilleure actrice dans un second rôle (Gainsbourg, vie héroïque, Camille redouble, Le Tout Nouveau Testament, Une vie)
- Guillaume Senez : 7 nominations dans 5 catégories (3 Magritte). Meilleur film (Keeper, Nos batailles), meilleur réalisateur (Nos batailles), meilleur scénario original ou adaptation (Keeper, Nos batailles), meilleur court-métrage (U.H.T.) et premier film (Keeper)
- Laura Wandel : 5 nominations dans 5 catégories (2 Magritte). Meilleur film (Un monde), meilleure réalisation (Un monde), meilleur scénario original ou adaptation (Un monde), meilleur premier film (Un monde) et meilleur court métrage (Les Corps étrangers)
- Valéry Rosier : 5 nominations dans 5 catégories (1 Magritte). Meilleur film (Parasol), meilleur réalisateur (Parasol), meilleur documentaire (La grand-messe), meilleur court-métrage (Dimanches) et premier film (Parasol)
- Stéphane Aubier et Vincent Patar : 5 nominations dans 4 catégories (4 Magritte). Meilleur film (Ernest et Célestine) meilleur réalisateur (Ernest et Célestine), meilleur court métrage d'animation (La foire agricole, Les grandes vacances) et meilleur court-métrage (La Bûche de Noël)
- Fabrice Du Welz : 5 nominations dans 4 catégories (0 Magritte). Meilleur film (Adoration), Meilleur réalisateur (Alleluia, Adoration), meilleur scénario original ou adaptation (Alleluia) et meilleur documentaire (Des Cowboys et des Indiens, le cinéma de Patar et Aubier)
- Jean-François Hensgens : 4 nominations dans 4 catégories (0 Magritte). Meilleur film (Tueurs), meilleur réalisateur (Tueurs), meilleure image (Tueurs) et premier film (Tueurs)
- François Damiens : 9 nominations dans 3 catégories (0 Magritte). Meilleur film (Mon ket), meilleur acteur (Tango libre, Je fais le mort, La Famille Bélier, Les Cowboys, Ôtez-moi d'un doute, Mon ket) et meilleur acteur dans un second rôle (L'Arnacœur et Suzanne)
- Arnaud Demuynck : 7 nominations dans 3 catégories (0 Magritte). Meilleur court métrage d'animation (Le Parfum de la carotte, Le Vent dans les roseaux, Le quatuor à cornes, Le quatuor à cornes - Là-haut sur la montagne, Grosse colère), meilleur premier film (Yuku et la Fleur de l'Himalaya) et meilleur court métrage (Sous un coin de ciel bleu).
- Méryl Fortunat-Rossi : 5 nominations dans 3 catégorie (2 Magritte). Meilleur documentaire (La grand-messe), meilleur court métrage de fiction (L'Ours noir, Le Plombier, Patanegra) et meilleur court métrage (Mauvaise lune)
- Rémi Durin : 5 nominations dans 3 catégories (0 Magritte). Meilleur court métrage d'animation (Le Parfum de la carotte, La Licorne, Grand loup & Petit loup), meilleur premier film (Yuku et la Fleur de l'Himalaya) et meilleur court métrage (De si près).
- Jean-Benoît Ugeux : 4 nominations dans 3 catégories (1 Magritte). Meilleur scénario original ou adaptation (Mobile Home), meilleur acteur dans un second rôle (Le Fidèle) et meilleur court métrage documentaire (Belgium-20 et Arbres)
- Dominique Abel : 4 nominations dans 3 catégories (0 Magritte). Meilleur film (La Fée, Paris pieds nus), meilleur réalisateur (La Fée) et meilleur acteur (La Fée)
- Fiona Gordon : 4 nominations dans 3 catégories (0 Magritte). Meilleur film (La Fée, Paris pieds nus), meilleure réalisatrice (La Fée) et meilleure actrice (Paris pieds nus)
- Erika Sainte : 3 nominations dans 3 catégories (1 Magritte). Meilleure actrice dans un second rôle (Une part d'ombre) meilleur espoir féminin (Elle ne pleure pas, elle chante) et premier film (Je suis resté dans les bois)
- Élise Ancion : 6 nominations dans 2 catégories (1 Magritte). Meilleur scénario original ou adaptation (Les Géants) et meilleurs costumes (Les Géants, Une place sur la terre, Je suis mort mais j'ai des amis, Les Premiers, les derniers, Grave)
- Julie Brenta : 3 nominations dans 2 catégories (3 Magritte). Meilleur son (L'Exercice de l'État) et meilleur montage (Keeper, Nos batailles)
- Jonathan Zaccaï : 3 nominations dans 2 catégories (1 Magritte). Meilleur acteur (Élève libre, Quartier lointain), meilleur acteur dans un second rôle (Le Grand Bain) et premier film (JC comme Jésus Christ)
- Matthieu Donck : 2 nominations dans 2 catégories (0 Magritte). Meilleur court-métrage (Partouze) et premier film (Torpedo)
- Bénédicte Liénard et Mary Jimenez : 2 nominations dans 2 catégories (0 Magritte). Meilleur court métrage documentaire (On la nomme la brûlure) et meilleur long métrage documentaire (By the name of Tania)

### Personnalités sacrées à plusieurs reprises en une même cérémonie
- 4 personnalités ont remporté le Magritte du meilleur scénario, celui du Meilleur réalisateur et celui du Meilleur film en une cérémonie : Jaco Van Dormael (2011 et 2016), Philippe Van Leeuw (2018), Olivier Masset-Depasse (2020) et Michiel Blanchart (2025).
- Lors de onze des douze éditions des Magritte, les films remportant le Magritte du meilleur film ont réussi le doublé Meilleur film et Meilleur réalisateur. Seule l'édition de 2022 fait exception, avec une attribution de ces prix à deux films différents.